# Bus à haut niveau de service de Rennes
Trambus de Rennes
Pour les articles homonymes, voir Trambus.
Le bus à haut niveau de service de Rennes, localement dénommé trambus de Rennes  est un projet de réseau de bus à haut niveau de service desservant Rennes et sa métropole, dans le département français d'Ille-et-Vilaine en région Bretagne.
Prévu pour être mis en service progressivement entre 2027 et 2030, il sera composé de quatre lignes (T1, T2, T3 et T4) totalisant 55 km de long et une centaine de stations qui assureront une desserte structurante complémentaire du métro de Rennes. Le réseau devrait être exploité par l'exploitant du réseau STAR incluant les métros, les bus et vélos en libre service de Rennes Métropole.
D'un coût estimé à 200 millions d'euros, le trambus a été pensé en lieu et place d'extensions du métro au-delà de la rocade de Rennes.

## Histoire

### Chronologie
- 1996 : études sur l'axe est-ouest ;
- 2000 et 2013 : ouverture par tronçons de l'axe est-ouest ;
- 2019 : abandon des extensions extra-rocade du métro ;
- novembre 2020-juillet 2022 : études de faisabilité ;
- 17 novembre 2022 : présentation en conseil métropolitain des tracés retenus ;
- 21 novembre au 21 décembre 2022 : consultation citoyenne ;
- septembre 2023 : vote du tracé des lignes T1 et T2 ;
- novembre 2023 : vote du tracé des lignes T3 et T4 ;
- 2023-2026 : études opérationnelles et concertation publique ;
  - juin-juillet 2024 : concertation publique des lignes T1 et T2 ;
  - mars-juin 2025 : concertation publique des lignes T3 et T4 ;
- 2025-2030 : Travaux ;
- 2027 : Mise en service de la ligne T2 ;
- 2029 : Mise en service de la ligne T1 ;
- 2030 : Mise en service des lignes T3 et T4.

### Axe est-ouest

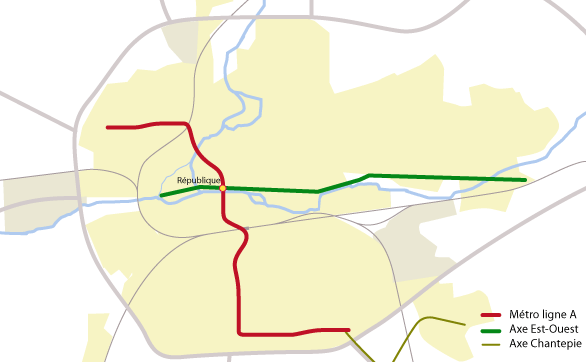
L'axe est-ouest, en vert sur cette carte.

En 1996, les premières études pour la création d'un « axe est-ouest », un site propre de 7 km de long entre le mail François-Mitterrand et Cesson-Sévigné dont le double objectif est de faire passer la vitesse commerciale des bus de 14 à 18 km/h et d'éviter un effet de « réseau à deux vitesses » entre les bus et la future ligne A du métro dont la construction s'apprête alors à démarrer.
La mise en place commence en février 2000 par l'ouverture des tronçons entre le mail François-Mitterrand et l'intersection entre l'avenue Sergent-Maginot et la rue Richard Lenoir et entre le rond-point des Préales et la rue La Chalotais vers Cesson-Sévigné, et qui s'est conclue en septembre 2013 par l'ouverture du tronçon central ; long de sept kilomètres, il relie Rennes à Cesson-Sévigné et met cette dernière à 20 minutes de la place de la République,. Il est emprunté quotidiennement par 1 480 bus, qui se succèdent aux heures de pointes toutes les trois minutes, et est emprunté par 40 000 voyageurs par jour.
Dès 2001, l'idée de construire un tramway à l'horizon 2010 sur cet axe est évoquée, avec notamment un terminus devant le Roazhon Park, mais dès 2002 celle d'un tramway sur pneus sur le modèle du TVR de Caen est aussi envisagée,.
En 2015 sur cet axe emprunté principalement par les lignes C4 (entre le mail François-Mitterrand et Tournebride) et C6 (de République à Cesson-Sévigné), la vitesse commerciale est supérieure à 21 km/h au lieu de 19 km/h sur le reste du réseau.
Un autre site propre fut envisagé au début des années 2000 le long de la coulée verte de la Pénétrante, emprise réservée initialement à un boulevard urbain entre la rocade et le boulevard d'Armorique, avec création d'un parc relais à proximité de la rocade. Le projet est contesté par les habitants environnants et le projet est enterré à la fin des années 2000.

### Abandon des projets d'extension du métro

Extensions du métro autrefois envisagées, en pointillés.

Dès 2007, des premières études sont menées pour créer un bus en site propre pour desservir Chantepie en lieu et place de l'extension initialement envisagée de la ligne A du métro, officiellement reportée en 2008 avec, à l'époque, une mise en service de cette ligne de bus annoncée pour 2011 entre Chantepie et le terminus La Poterie de la ligne A.
Une seconde étude menée en 2019 et présentée au conseil métropolitain de Rennes Métropole le 14 novembre 2019 enterre à son tour les extensions prévues de la future ligne B du métro, au nord vers le quadrant nord-est à Cesson-Sévigné, zone rurale amenée à être urbanisée, et au sud vers Saint-Jacques-de-la-Lande et son quartier de la Morinais et les hypothèses de tramway.
Trois scénarios sont alors envisagés :
- Une ligne entre La Poterie et Chantepie ;
- Une ligne entre Saint-Jacques - Gaîté et Bruz via l'aéroport et le campus de Ker Lann ;
- Une ligne entre Cesson - Viasilva et Thorigné-Fouillard via le nouveau quartier ViaSilva.

### Choix des tracés

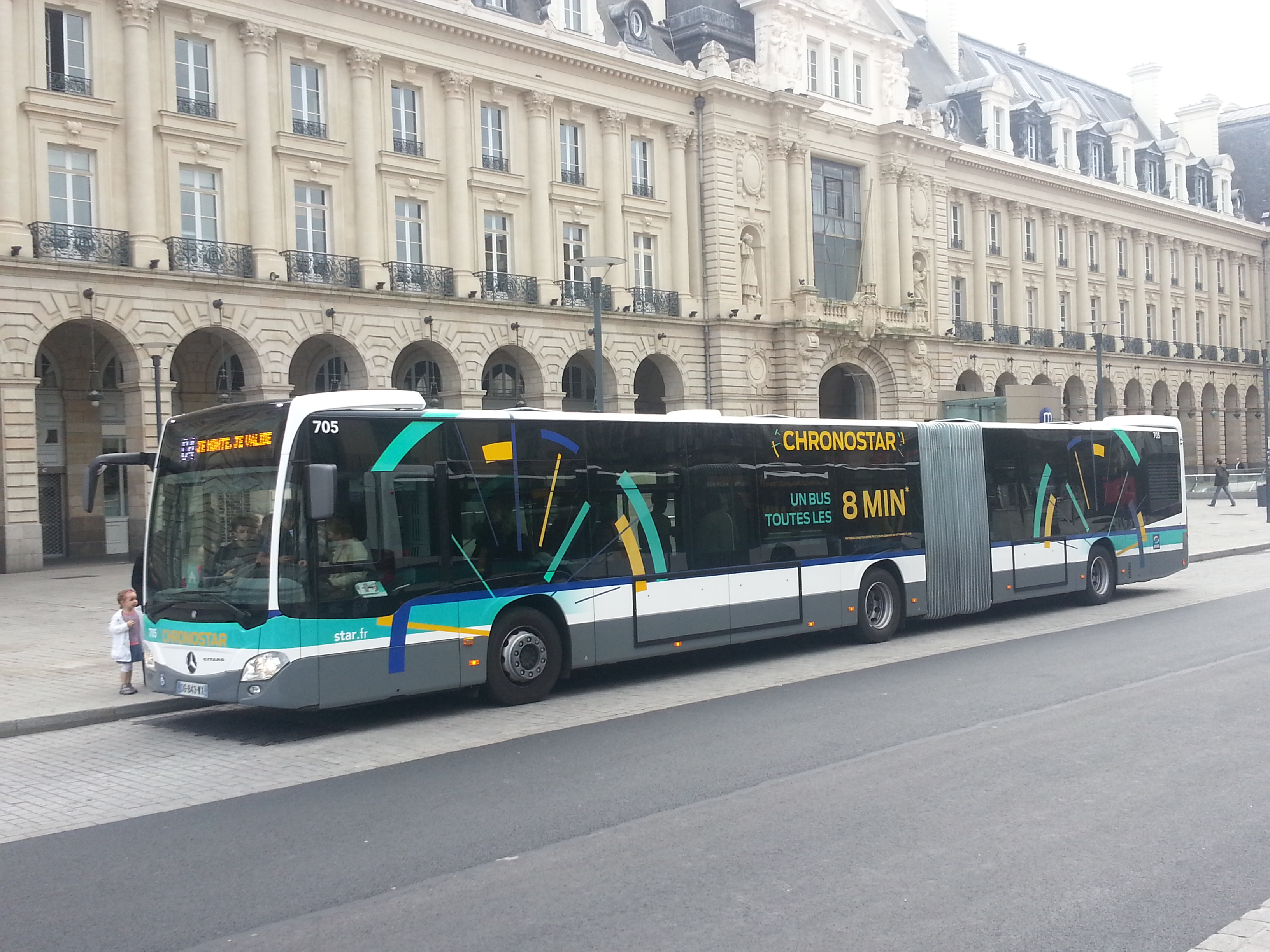
La ligne T1 se substituera à la ligne Chronostar C4.

Une étude de faisabilité est menée entre novembre 2020 et juillet 2022, s'appuyant sur les projections du plan local d'urbanisme intercommunal (PLUi) pour déterminer les potentiels de fréquentation.
Dès le mois de mai 2022, Le Mensuel de Rennes révèle les cinq axes étudiés :
- Une ligne « Est-Ouest » entre la ZI Ouest à Vezin-le-Coquet, voire jusqu'au Rheu[18], la place de la République puis suivra le tracé de la ligne C6 via l'axe est-ouest pour rejoindre Cesson-Sévigné ;
- Une ligne « Nord-Sud » entre Saint-Grégoire et Chantepie en suivant respectivement le tracé des lignes C2 jusqu'à la place de la République puis C1 ensuite ;
- Une ligne reprenant le tracé de la ligne C4, entre le quartier Villejean - Beauregard et la zone d'activités de Saint-Sulpice via l'axe est-ouest, avec un trajet à préciser vers Villejean ;
- Une ligne « Nord-Est » entre Cesson - Viasilva et Thorigné-Fouillard par la route départementale 86 ;
- Une ligne « Sud-Ouest » entre Saint-Jacques - Gaîté et Bruz via le campus de Ker Lann et l'aéroport de Rennes (qui remplacerait les lignes C7 et C7ex), avec un trajet à préciser dans Bruz.

La ligne « Nord-Sud » est constituée de deux lignes initialement distinctes dans l'étude de faisabilité.
Une consultation citoyenne est menée du 21 novembre au 21 décembre 2022 par Rennes métropole à la suite du conseil métropolitain du 17 novembre 2022  qui révèle les itinéraires officiels qui seront finalement au nombre de quatre, la ligne « t5 » vers Thorigné-Fouillard étant finalement reportée sine die en raison d'une fréquentation attendue jugée trop faible au regard des investissements, pour un total de 55 kilomètres de lignes qui verront le jour entre 2027 et 2030,, :
- t1 : reliera La Plesse Grand Quarter à ZA Saint-Sulpice par Villejean et le centre-ville ;
- t2 : reliera Vezin-le-Coquet Trois Marches à Cesson-Sévigné par la route de Lorient et le centre-ville ;
- t3 : reliera Saint-Grégoire à Chantepie par le centre-ville ;
- t4 : reliera Saint-Jacques - Gaîté à Bruz par l'aéroport et Ker Lann.

La desserte du Rheu est abandonnée quant à elle en raison des travaux jugés trop importants pour rejoindre le pont d'Avoine. À Cesson-Sévigné, la ligne ne devait initialement pas desservir le centre-ville mais l'itinéraire a été modifié à la demande de la ville pour s'aligner sur celui de la ligne C6 existante.
Le tracé des lignes T1 et T2 est voté par le conseil de Rennes Métropole le 28 septembre 2023, dix jours après ceux du conseil municipal de Rennes ; le 17 novembre 2023 c'est au tour du tracé des lignes T3 et T4 d'être voté en conseil métropolitain,,,.

### Critiques sur le choix du mode de transport
Le choix du trambus est critiqué en 2020 par Pierre Breteau, maire de Saint-Grégoire, partisan du tramway qui rappelle que « [le] trambus, c’est du marketing. Cela reste des bus qui roulent sur du macadam » et que « pour que les gens basculent de la voiture aux transports en commun, il faut un déclencheur. Le tram classique aurait apporté un effet psychologique à ne pas sous-estimer ». Il regrette en outre que les tracés s'arrêtent aux communes de la première couronne. Sa successeur Laëtitia Remoissenet juge quant à elle en 2024 que le gain en matière de temps de trajet reste limité face à l'importance des travaux à engager. Le 19 mai 2025, le conseil municipal vote une délibération défavorable au Trambus, craignant notamment une congestion de la circulation et de potentiels problèmes liés à la cession d'une partie du parking de l'hypermarché pour en faire un parc relais alors que le centre commercial cherche à s'agrandir.
D'autres critiques émergent sur l'absence de site propre intégral, les embouteillages pouvant provoquer des retards ou le fait que les lignes ne desserviront pas suffisamment les communes au delà de la rocade,.
Enfin l'argument du prolongement du métro au delà de la rocade revient, notamment chez l'élue d'opposition Carole Gandon qui estime que ces prolongements seraient plus efficaces pour réduire les embouteillages. Elle note que le trambus ne desservira par les pôles structurants du bassin de vie tels que définit par le SCOT (Pacé, Mordelles et Liffré et Châteaugiron situés hors métropole) à l'exception de Bruz,.
La chambre régionale des comptes pointe dans son rapport de 2021 que le projet est trop concentré sur Rennes et ne tient pas assez compte de sa périphérie et qu'il relève « davantage d'une logique d'adaptation et de complément que d'une stratégie globale ».

### Études et concertations
Les études opérationnelles et la concertation publique seront menées conjointement jusqu'en 2026. 
Du 3 juin au 12 juillet 2024, les lignes T1 et T2 sont soumises à une concertation publique, tandis qu'une concertation sur les études opérationnelles sera menée, durant laquelle le tracé de la ligne T4 à Bruz sera soumis à la concertation des habitants,,. 
Pour les lignes T3 et T4, les concertations respectives à chaque ligne sont menées sous l'égide la commission nationale du débat public en même temps du 24 mars au 24 juin 2025,,. 
La concertation de la ligne T3 permettra de déterminer le tracé à l'ouest du centre de Rennes, soit par le boulevard de Verdun soit par le boulevard Maréchal De Lattre de Tassigny le long du canal d'Ille-et-Rance.
Initialement prévue pour 2024, celle de la ligne T4 permettra d'affiner les points suivant, :
- Passage par la gare de Bruz via la D 77 ou par le quartier de Gavrinis ;
- Terminus dans le centre-ville (variante longue) ou 150 mètres avant (variante courte).

Toutefois, une tendance se dégage à Bruz pour desservir le centre-ville et la gare, malgré l'opposition des commerçants au passage de la ligne dans le centre-ville par crainte pour leur chiffre d'affaires,.
L'avant-projet de la ligne T2 est voté le 15 mars 2025 par les élus de Rennes Métropole.

### Construction
La construction des infrastructures est prévue par phases entre 2025 et 2030 : entre fin 2026 et fin 2029 pour la ligne T1 et entre fin 2025 et 2027 pour la ligne T2, moins compliquées à construire et entre 2027 et fin 2030 pour les lignes T3 et T4,,,,,. La ligne T2 devrait être ouverte en premier, suivie dans l'ordre par les lignes T1, T3 et T4,.
Sur le tracé de la T2 à Cesson-Sévigné, ils consisteront à rehausser les quais, à élargir la voirie là où c'est nécessaire et à modifier les carrefours giratoires afin que le Trambus passe au milieu. Sur le tracé de la ligne T4, le franchissement de la D 177 (voie rapide Rennes-Redon) nécessitera d'importants travaux au niveau du parc des expositions.

## Identité visuelle

Logo du projet sur les concertations de 2022
Logo du projet sur les concertations de 2025

## Le réseau

### Aperçu général

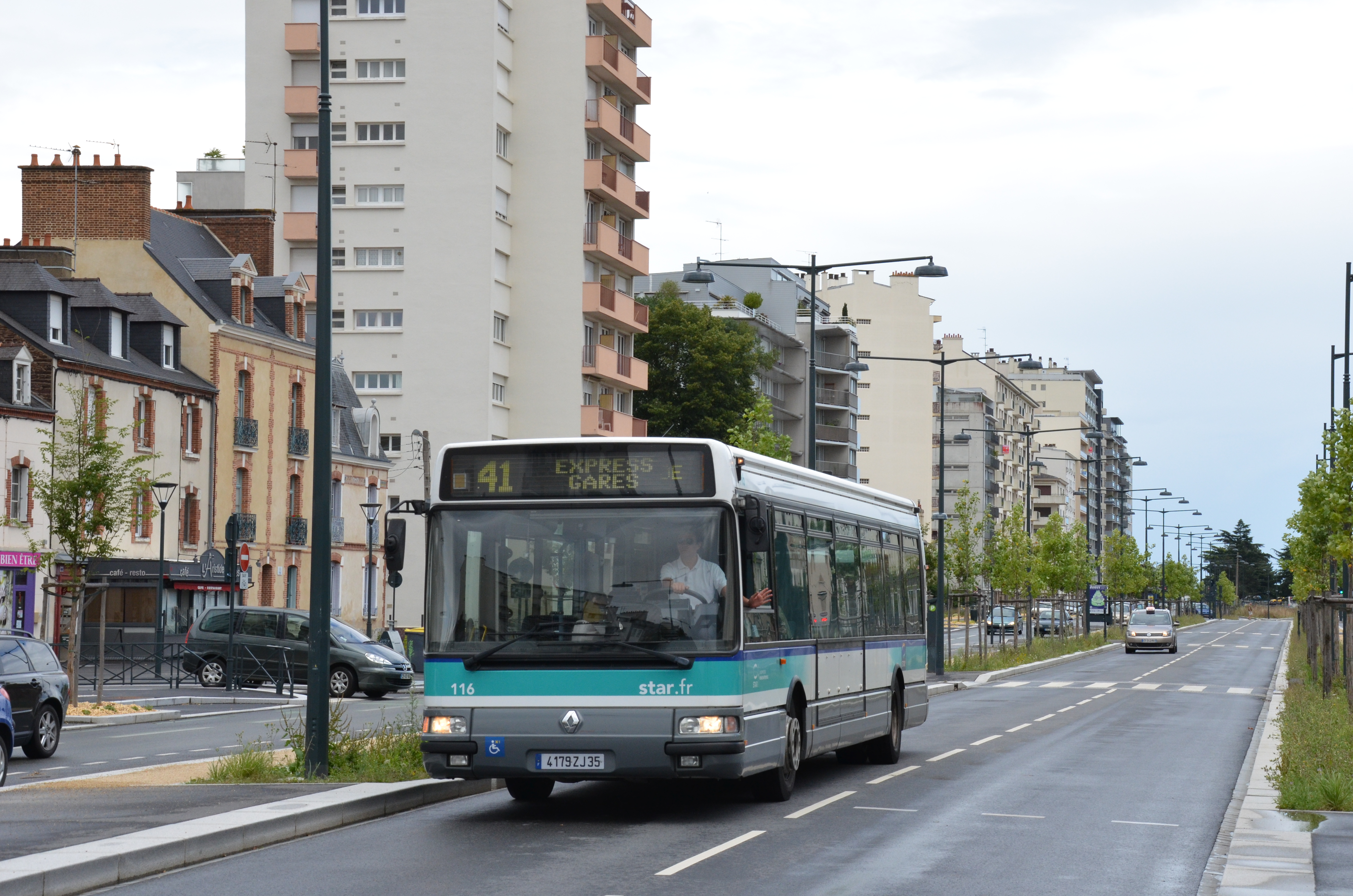
Les lignes T1 et T2 emprunteront l'axe est-ouest.

Le futur réseau sera constitué de quatre lignes pour un linéaire total de 55 km pour un coût d'environ 200 millions d'euros, dont 56 millions pour le T1 et 45 millions pour le T2,. Son objectif est relier efficacement la première couronne au centre-ville de Rennes. Ces lignes desserviront 200 000 habitants et 135 000 emplois.
Les lignes disposeront de 30 à 60 % de leurs itinéraires en voies réservées, les contraintes de largeur de voirie feront notamment qu'à Cesson-Sévigné et à Saint-Grégoire les trambus n'en disposeront pas ; des giratoires seront aménagés pour être traversés par le trambus qui bénéficiera de la priorité aux feux,. Les aménagements du trambus incluront en outre la réalisation de 80 kilomètres de pistes cyclables qui complèteront le réseau express vélo projeté par Rennes Métropole. Certains axes, comme la rue de Lorient, seront réservés au Trambus et aux riverains.
Les aménagements de voirie impliqueront la réduction de la place de la voiture en ville au profit des bus et des vélos : ainsi par exemple, la circulation au niveau du Roazhon Park passera de 2 x 2 voies à 1 x 2 voies pour les voitures, une piste cyclable séparée et côté sud le long du stade, un site propre bidirectionnel pour les bus.
Des « lignes améliorées » seront mises en place en complément entre La Poterie et Chantepie et entre Saint-Grégoire, la zone Alphasis et Montgermont. Les voies rapides constituées par routes nationales N 12, N 24 et N 137 et les routes départementales D 137 et D 173 ainsi que le débouché de l'autoroute A84 bénéficieront de voies réservées aux bus et aux covoitureurs.

### Ligne T1

Pictogramme de la ligne T1.

La ligne T1 reliera La Plesse à ZA Saint-Sulpice avec 30 stations pour 13 kilomètres de ligne traversant Saint-Grégoire et Rennes, pour un coût de 56 millions d'euros (valeur estimée à l'issue des travaux),,. La fréquence sera de quatre minutes en heures de pointe et huit minutes en heures creuses,,.
La ligne sera en correspondance avec le métro à plusieurs stations : Villejean - Université, République, Saint-Germain à distance et Atalante.
Cette ligne est la transformation de la ligne C4, la plus fréquentée du réseau de bus avec 27 000 voyageurs par jour, et comptera 13 stations communes avec la ligne T2,. Elle permettra un gain de temps de trajet de huit minutes en heures de pointe.
Ci-dessous, la liste des stations dont les noms sont susceptibles d'évoluer d'ici à la mise en service,.
|  |   |  | Stations               | Coordonnées | Communes (quartiers) | Correspondances |
|  | - |  | ---------------------- | ----------- | -------------------- | --- |
|  | ■ |  | La Plesse              |             | Saint-Grégoire       | Parc relais |
|  | • |  | Cerisaie               |             | Saint-Grégoire       | |
|  | • |  | Grand Quartier         |             | Saint-Grégoire       | |
|  | • |  | Dulac                  |             | Rennes               | |
|  | • |  | Léonard                |             | Rennes               | |
|  | • |  | ESC                    |             | Rennes               | |
|  | • |  | Cucillé                |             | Rennes               | |
|  | • |  | Cité administrative    |             | Rennes               | |
|  | • |  | Villejean - Université |             | Rennes               | Parc relais |
|  | • |  | Gaston Berger          |             | Rennes               | |
|  | • |  | La Salle               |             | Rennes               | |
|  | • |  | Guilloux               |             | Rennes               | |
|  | • |  | Chèques Postaux        |             | Rennes               | (Logo du trambus de Rennes) · (Logo de la ligne T2 du trambus de Rennes) |
|  | • |  | Le Mail                |             | Rennes               | (Logo du trambus de Rennes) · (Logo de la ligne T2 du trambus de Rennes) |
|  | • |  | Pont de Bretagne       |             | Rennes               | (Logo du trambus de Rennes) · (Logo de la ligne T2 du trambus de Rennes) · (Logo de la ligne T3 du trambus de Rennes)                                                                       |
|  | • |  | République             |             | Rennes               | (Logo du métro de Rennes) · (Logo de la ligne a du métro de Rennes) · (Logo du trambus de Rennes) · (Logo de la ligne T2 du trambus de Rennes) · (Logo de la ligne T3 du trambus de Rennes) |
|  | • |  | Musée des Beaux-arts   |             | Rennes               | (à distance, à Saint-Germain) |
|  | • |  | Paul Bert              |             | Rennes               | (Logo du trambus de Rennes) · (Logo de la ligne T2 du trambus de Rennes) |
|  | • |  | Pont de Châteaudun     |             | Rennes               | (Logo du trambus de Rennes) · (Logo de la ligne T2 du trambus de Rennes) |
|  | • |  | Robidou                |             | Rennes               | (Logo du trambus de Rennes) · (Logo de la ligne T2 du trambus de Rennes) |
|  | • |  | Pont de Strasbourg     |             | Rennes               | (Logo du trambus de Rennes) · (Logo de la ligne T2 du trambus de Rennes) |
|  | • |  | François Château       |             | Rennes               | (Logo du trambus de Rennes) · (Logo de la ligne T2 du trambus de Rennes) |
|  | • |  | Plaine de Baud         |             | Rennes               | (Logo du trambus de Rennes) · (Logo de la ligne T2 du trambus de Rennes) |
|  | • |  | Les Préales            |             | Rennes               | Parc relais |
|  | • |  | Tournebride            |             | Rennes               | (Logo du trambus de Rennes) · (Logo de la ligne T2 du trambus de Rennes) |
|  | • |  | Beaulieu Chimie        |             | Rennes               | |
|  | • |  | IUT                    |             | Rennes               | |
|  | • |  | Atalante               |             | Rennes               | (Logo du métro de Rennes) · (Logo de la ligne b du métro de Rennes) |
|  | • |  | Longchamps             |             | Rennes               | |
|  | ■ |  | ZA Saint-Sulpice       |             | Rennes               | |

### Ligne T2

Pictogramme de la ligne T2.

La ligne T2 reliera Trois Marches à Champelé avec 32 stations pour 14,9 kilomètres de ligne traversant Vezin-le-Coquet, Rennes et Cesson-Sévigné, pour un coût de 42,2 millions d'euros (valeur estimée en mars 2025). La fréquence sera de sept minutes en heures de pointe et huit minutes en heures creuses,.
La ligne sera en correspondance avec le métro à plusieurs stations : République et Saint-Germain à distance.
Cette ligne reprend entre Vezin-le-Coquet et Rennes l'itinéraire de la ligne 11 puis de Rennes à Cesson-Sévigné l'itinéraire de la ligne C6 et comptera 13 stations communes avec la ligne T1 ; les aménagements permettront de passer de 50 à 58 % de voies en site propre et limiteront le trafic sur la route de Lorient,. Elle permettra un gain de temps de trajet de huit minutes en heures de pointe.
Ci-dessous, la liste des stations dont les noms sont susceptibles d'évoluer d'ici à la mise en service,.
|  |   |  | Stations             | Coordonnées | Communes (quartiers) | Correspondances |
|  | - |  | -------------------- | ----------- | -------------------- | --- |
|  | ■ |  | Trois Marches        |             | Vezin-le-Coquet      | Parc relais |
|  | • |  | Berthault            |             | Rennes               | |
|  | • |  | Lemaistre            |             | Rennes               | |
|  | • |  | Roazhon Park         |             | Rennes               | |
|  | • |  | Géniaux              |             | Rennes               | |
|  | • |  | Kerviller Papeteries |             | Rennes               | |
|  | • |  | Guilloux Laurent     |             | Rennes               | |
|  | • |  | Chèques Postaux      |             | Rennes               | (Logo du trambus de Rennes) · (Logo de la ligne T1 du trambus de Rennes) |
|  | • |  | Le Mail              |             | Rennes               | (Logo du trambus de Rennes) · (Logo de la ligne T1 du trambus de Rennes) |
|  | • |  | Pont de Bretagne     |             | Rennes               | (Logo du trambus de Rennes) · (Logo de la ligne T1 du trambus de Rennes) · (Logo de la ligne T3 du trambus de Rennes)                                                                       |
|  | • |  | République           |             | Rennes               | (Logo du métro de Rennes) · (Logo de la ligne a du métro de Rennes) · (Logo du trambus de Rennes) · (Logo de la ligne T1 du trambus de Rennes) · (Logo de la ligne T3 du trambus de Rennes) |
|  | • |  | Musée des Beaux-arts |             | Rennes               | (à distance, à Saint-Germain) |
|  | • |  | Paul Bert            |             | Rennes               | (Logo du trambus de Rennes) · (Logo de la ligne T1 du trambus de Rennes) |
|  | • |  | Pont de Châteaudun   |             | Rennes               | (Logo du trambus de Rennes) · (Logo de la ligne T1 du trambus de Rennes) |
|  | • |  | Robidou              |             | Rennes               | (Logo du trambus de Rennes) · (Logo de la ligne T1 du trambus de Rennes) |
|  | • |  | Pont de Strasbourg   |             | Rennes               | (Logo du trambus de Rennes) · (Logo de la ligne T1 du trambus de Rennes) |
|  | • |  | François Château     |             | Rennes               | (Logo du trambus de Rennes) · (Logo de la ligne T1 du trambus de Rennes) |
|  | • |  | Plaine de Baud       |             | Rennes               | (Logo du trambus de Rennes) · (Logo de la ligne T1 du trambus de Rennes) |
|  | • |  | Les Préales          |             | Rennes               | Parc relais |
|  | • |  | Tournebride          |             | Rennes               | (Logo du trambus de Rennes) · (Logo de la ligne T1 du trambus de Rennes) |
|  | • |  | Champs Péans         |             | Cesson-Sévigné       | |
|  | • |  | Taillis              |             | Cesson-Sévigné       | |
|  | • |  | Hublais              |             | Cesson-Sévigné       | |
|  | • |  | Sport et Nature      |             | Cesson-Sévigné       | |
|  | • |  | Muguet               |             | Cesson-Sévigné       | |
|  | • |  | Mare pavée           |             | Cesson-Sévigné       | |
|  | • |  | Grande Pierre        |             | Cesson-Sévigné       | |
|  | • |  | Bourgchevreuil       |             | Cesson-Sévigné       | |
|  | • |  | Cesson Collège       |             | Cesson-Sévigné       | |
|  | • |  | Chalotais            |             | Cesson-Sévigné       | |
|  | • |  | Bordage              |             | Cesson-Sévigné       | |
|  | • |  | Haut Grippé          |             | Cesson-Sévigné       | |
|  | ■ |  | Champelé             |             | Cesson-Sévigné       | Parc relais |

### Ligne T3

Pictogramme de la ligne T3.

La ligne T3 reliera Champ Daguet à Quatre-Vents avec 38 stations pour 17,2 kilomètres de ligne traversant Saint-Grégoire, Rennes et Chantepie, pour un coût de 80 millions d'euros (valeur estimée à l'issue des travaux),. La fréquence sera de six minutes en heures de pointe et dix minutes en heures creuses,.
La ligne sera en correspondance avec le métro à plusieurs stations : Gares, Charles de Gaulle, République et Anatole France.
Cette ligne est la transformation de la ligne C1, selon l'itinéraire adopté en septembre 2024 et comptera 38 % de linéaire en site propre. Elle permettra un gain de temps de trajet de quatre à 13 minutes en heures de pointe.
Le tracé de la ligne est voté en novembre 2023, amendé en 2025 par une desserte de la station Charles de Gaulle au lieu de l'avenue Janvier. Bien que la desserte du boulevard de Verdun forme le tracé de base, une variante le long du canal d'Ille-et-Rance et le boulevard Maréchal De Lattre de Tassigny est soumise à concertation en 2025, tandis qu'entre Pont de Bretagne et le pont Saint-Hélier au dessus des emprises ferroviaires les aménagements se limiteront aux stations car le tracé passe dans des secteurs amenés à évoluer en lien avec EuroRennes et le réaménagement des quais de la Vilaine.
Ci-dessous, la liste des stations dont les noms sont susceptibles d'évoluer d'ici à la mise en service.
|  |   |  | Stations                                                      | Coordonnées | Communes (quartiers) | Correspondances |
|  | - |  | ------------------------------------------------------------- | ----------- | -------------------- | --- |
|  | ■ |  | Champ Daguet                                                  |             | Saint-Grégoire       | |
|  | • |  | Bout du Monde                                                 |             | Saint-Grégoire       | |
|  | • |  | Nobel                                                         |             | Saint-Grégoire       | |
|  | • |  | Ricoquais                                                     |             | Saint-Grégoire       | |
|  | • |  | Camus                                                         |             | Saint-Grégoire       | |
|  | • |  | Uttenreuth                                                    |             | Saint-Grégoire       | Parc relais |
|  | • |  | Discalceat                                                    |             | Saint-Grégoire       | |
|  | • |  | La Forge                                                      |             | Saint-Grégoire       | |
|  | • |  | Haut Trait                                                    |             | Saint-Grégoire       | |
|  | • |  | CHP Saint-Grégoire                                            |             | Saint-Grégoire       | |
|  | • |  | La Plesse                                                     |             | Saint-Grégoire       | Parc relais |
|  | • |  | Lycée Mendès-France                                           |             | Rennes               | |
|  | • |  | Trois Croix                                                   |             | Rennes               | |
|  | • |  | Cimetière Nord                                                |             | Rennes               | |
|  | • |  | Pierre Legrand (ou Saint-Martin si variante par De Tassigny)  |             | Rennes               | |
|  | • |  | Anatole France                                                |             | Rennes               | TER Bretagne (à distance, à la halte de Pontchaillou) |
|  | • |  | La Touche (ou Canal si variante par De Tassigny)              |             | Rennes               | |
|  | • |  | Brest - Verdun (n'existe pas sur la variante par De Tassigny) |             | Rennes               | |
|  | • |  | Les Horizons (n'existe pas sur la variante par De Tassigny)   |             | Rennes               | |
|  | • |  | Les Lices (uniquement sur la variante par De Tassigny)        |             | Rennes               | |
|  | • |  | Pont de Bretagne                                              |             | Rennes               | (Logo du trambus de Rennes) · (Logo de la ligne T1 du trambus de Rennes) · (Logo de la ligne T2 du trambus de Rennes)                                                                       |
|  | • |  | République                                                    |             | Rennes               | (Logo du métro de Rennes) · (Logo de la ligne a du métro de Rennes) · (Logo du trambus de Rennes) · (Logo de la ligne T1 du trambus de Rennes) · (Logo de la ligne T2 du trambus de Rennes) |
|  | • |  | Charles de Gaulle                                             |             | Rennes               | (Logo du métro de Rennes) · (Logo de la ligne a du métro de Rennes) |
|  | • |  | Gares                                                         |             | Rennes               | Grandes lignes, TER Bretagne (Gare de Rennes) |
|  | • |  | Laënnec                                                       |             | Rennes               | |
|  | • |  | Croix Saint-Hélier                                            |             | Rennes               | |
|  | • |  | Mouézy                                                        |             | Rennes               | |
|  | • |  | Villebois                                                     |             | Rennes               | |
|  | • |  | Domaine                                                       |             | Rennes               | |
|  | • |  | CARSAT                                                        |             | Rennes               | |
|  | • |  | La Poterie TER                                                |             | Rennes               | TER Bretagne (à distance, à la gare de Rennes-La Poterie) |
|  | • |  | Loges                                                         |             | Chantepie            | |
|  | • |  | Chantepie Mairie                                              |             | Chantepie            | |
|  | • |  | Deux Ruisseaux                                                |             | Chantepie            | |
|  | • |  | Gériatrie                                                     |             | Chantepie            | |
|  | • |  | Rosa Parks                                                    |             | Chantepie            | |
|  | ■ |  | Quatre-Vents                                                  |             | Chantepie            | Parc relais |

### Ligne T4

Pictogramme de la ligne T4.

La ligne T4 reliera Saint-Jacques - Gaîté à Bruz avec 21 stations pour 11,3 kilomètres de ligne, pour un coût de 79,3 millions d'euros (valeur estimée à l'issue des travaux),. La fréquence sera de six minutes en heures de pointe et dix minutes en heures creuses,.
La ligne sera en correspondance avec le métro à son terminus à Saint-Jacques - Gaîté.
Cette ligne est la transformation de la ligne C7 et comptera 62 % de voies en site propre mais, contrairement aux trois autres, l'itinéraire n'est pas complètement défini au niveau du parc des Expositions et dans le centre de Bruz. Elle permettra un gain de temps de trajet de sept à onze minutes en heures de pointe.
Ci-dessous, la liste des stations dont les noms sont susceptibles d'évoluer d'ici à la mise en service. Des variantes restent à affiner à Bruz via une concertation citoyenne qui sera menée au premier trimestre 2025. Les opposants au tracé à Bruz s'inquiètent notamment de la réduction du stationnement.
|  |   |  | Stations                                          | Coordonnées | Communes (quartiers)      | Correspondances                                  |
|  | - |  | ------------------------------------------------- | ----------- | ------------------------- | ------------------------------------------------ |
|  | ■ |  | Saint-Jacques - Gaîté                             |             | Saint-Jacques-de-la-Lande | Parc relais                                      |
|  | • |  | Maltière                                          |             | Saint-Jacques-de-la-Lande |                                                  |
|  | • |  | Mairie de Saint-Jacques                           |             | Saint-Jacques-de-la-Lande |                                                  |
|  | • |  | Haut Bois                                         |             | Saint-Jacques-de-la-Lande |                                                  |
|  | • |  | La Martinière                                     |             | Saint-Jacques-de-la-Lande |                                                  |
|  | • |  | Saint-Jacques TER                                 |             | Saint-Jacques-de-la-Lande | TER Bretagne (Gare de Saint-Jacques-de-la-Lande) |
|  | • |  | Aéroport                                          |             | Saint-Jacques-de-la-Lande |                                                  |
|  | • |  | Centre Météo                                      |             | Saint-Jacques-de-la-Lande |                                                  |
|  | • |  | Parc Expo                                         |             | Saint-Jacques-de-la-Lande |                                                  |
|  | • |  | Gautrais                                          |             | Bruz                      |                                                  |
|  | • |  | Porte de Ker Lann                                 |             | Bruz                      | Parc relais                                      |
|  | • |  | Étangs                                            |             | Bruz                      |                                                  |
|  | • |  | Cœur Campus                                       |             | Bruz                      | TER Bretagne (à distance, à la gare de Ker Lann) |
|  | • |  | Robert-Schuman                                    |             | Bruz                      |                                                  |
|  | • |  | Croix Madame                                      |             | Bruz                      |                                                  |
|  | • |  | Corbières                                         |             | Bruz                      |                                                  |
|  | • |  | Gare de Bruz (ou Gavrinis selon variante choisie) |             | Bruz                      | TER Bretagne (Gare de Bruz) Parc relais          |
|  | • |  | Vert-Buisson                                      |             | Bruz                      |                                                  |
|  | • |  | Europe                                            |             | Bruz                      |                                                  |
|  | ■ |  | Châteliers (selon variante choisie)               |             | Bruz                      |                                                  |
|  | ■ |  | Bruz Centre (selon variante choisie)              |             | Bruz                      |                                                  |

### Stations

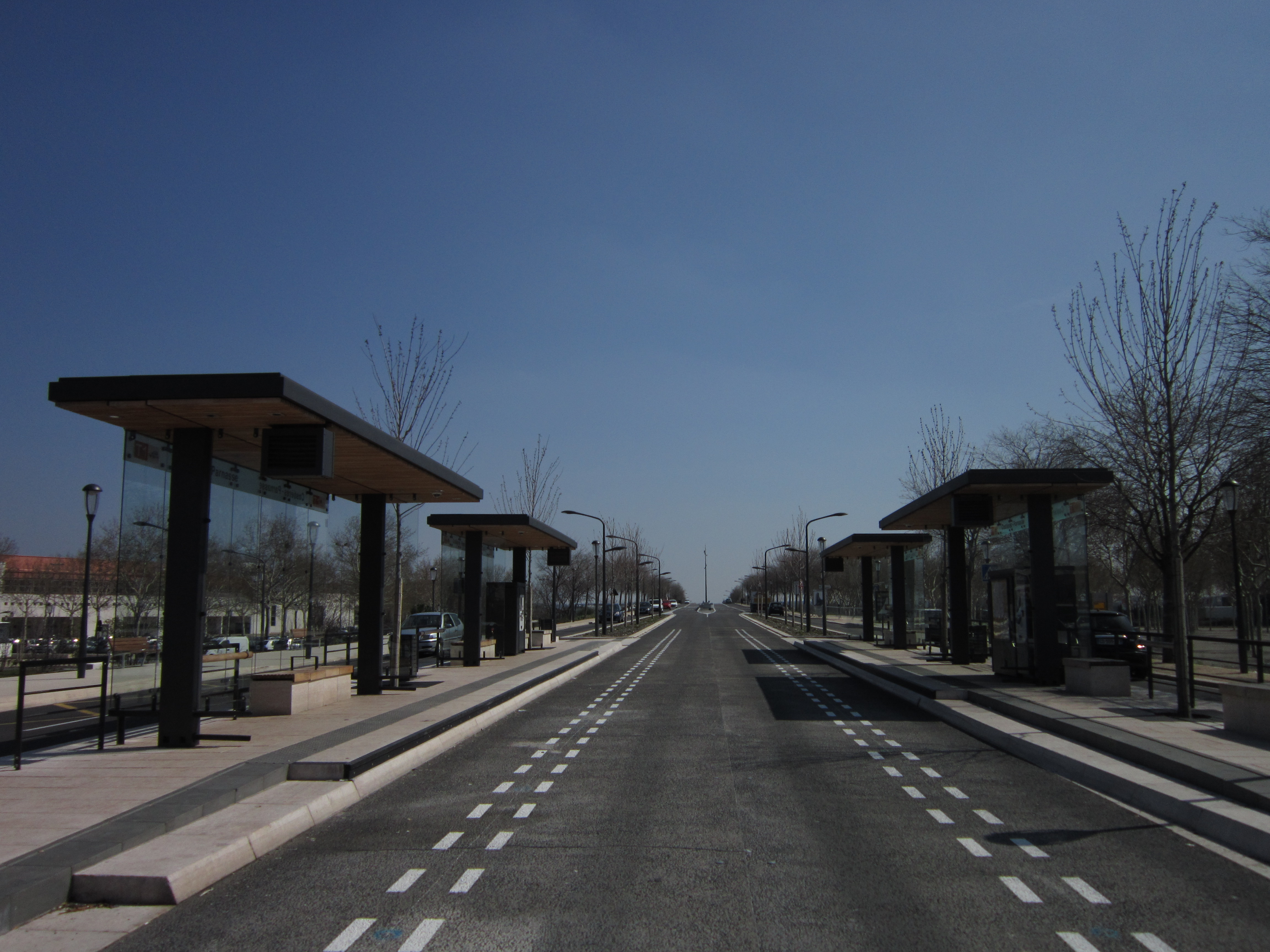
Exemple d'une station de BHNS avec un mobilier spécifique, ici à Nîmes.

Les quatre lignes desserviront une centaine de stations espacées de 400 à 500 mètres en moyenne,. Les itinéraires et stations sont fixés de façon quasi définitive depuis fin 2023, à l'exception notable de deux tronçons de la ligne T4 à Bruz.
Les 200 abribus seront fourni par Cityz Média, ancienne branche française de Clear Channel et seront spécifiquement conçus (projet « Adix ») pour le Trambus. Le contrat liant Cityz et Rennes Métropole débute au 1er mai 2025 pour une durée de neuf ans.
Les stations bénéficieront toutes d'un aménagement spécifique, de distributeurs de titres de transport et de bornes d'information en temps réel placés au milieu de l'abri ; leur configuration sera adaptée en fonction de la densité urbaine et du trafic attendu,. Les quais seront prévus dès le départ pour recevoir des bus bi articulés de 24 mètres de long.

## Exploitation
Les lignes de trambus fonctionneront de 5 h 25 à 0 h 35 en semaine avec une fréquence en heures de pointe variant de 4 à 8 minutes selon les lignes et de 6 minutes en moyenne. Le week-end, l'amplitude horaire sera plus étendue, comme c'est déjà le cas pour le métro qui finit son service une heure plus tard.
Sur le tronc commun des lignes T1 et T2, la fréquence pourrait atteindre un bus toutes les 3 minutes. Les lignes seront partie intégrante du réseau STAR, dont la délégation de service public avec Keolis Rennes court jusqu'au 31 décembre 2025, ; un nouvel appel d'offres devra donc être réalisé.

### Information voyageurs
L'ensemble des véhicules et stations seront équipés de systèmes d'informations en temps réel.

### Fréquentation
La fréquentation journalière attendue pour la ligne T1 est de 34 000 voyageurs en 2035, 19 000 pour la ligne T2 et globalement 90 000 voyageurs par jour pour l'ensemble des lignes,. C'est presque autant qu'une seule ligne de métro.
Les fréquentations annuelles attendues par ligne sont :
- T1 : 7,3 millions de voyages ;
- T2 : 4,7 millions de voyages ;
- T3 : 5,6 millions de voyages ;
- T4 : 2,3 millions de voyages.

### Tarification et financement

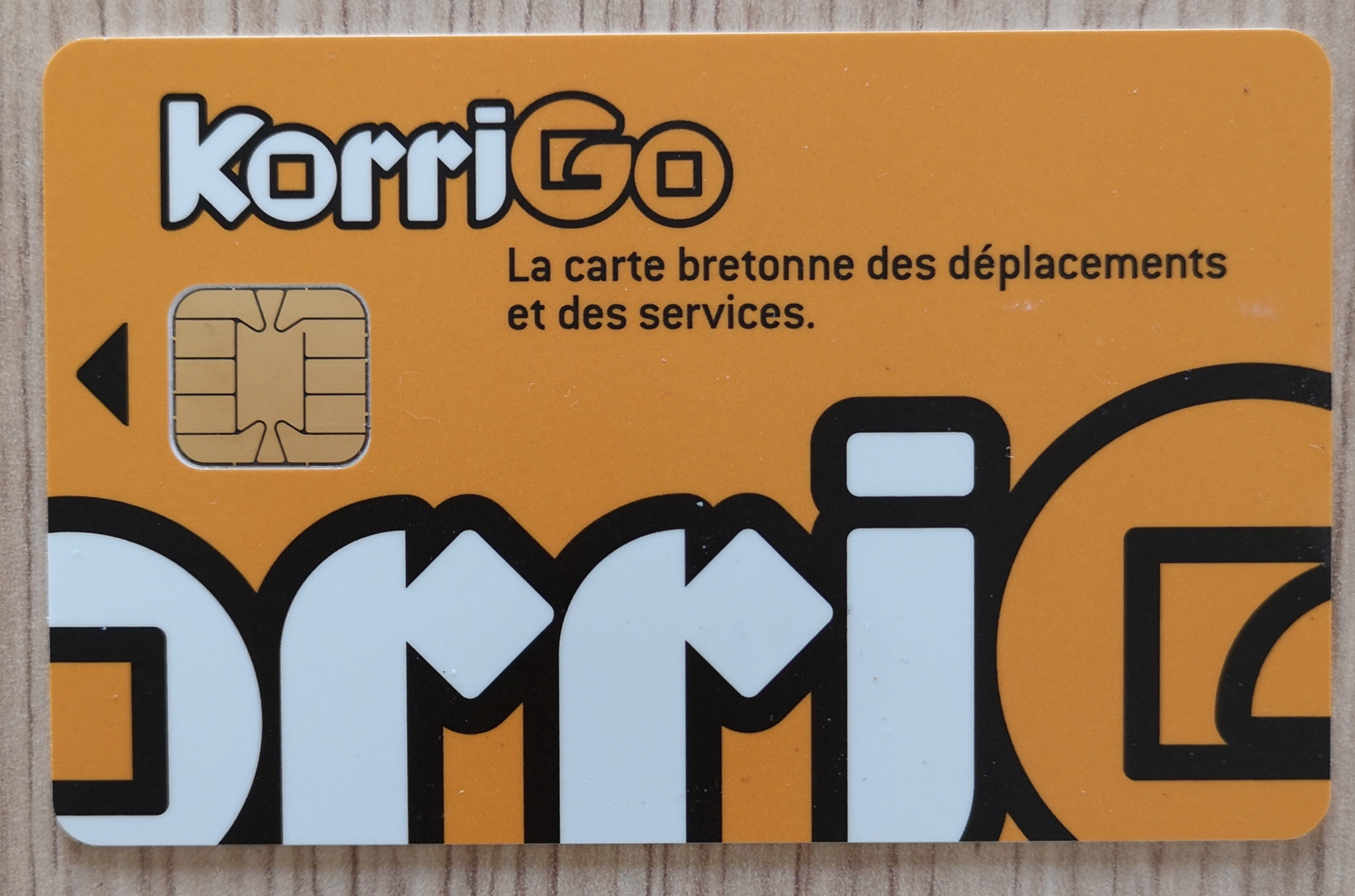
Carte Korrigo, qui peut stocker des titres à l'unité et des abonnements au réseau STAR.

Le trambus étant partie intégrante du réseau STAR, la tarification sera identique à celle du réseau.

### Parc relais
Les lignes croiseront trois parc relais existants (Les Préales, Saint-Jacques - Gaîté et Villejean - Université) et six nouveaux parcs seront créés le long des quatre lignes, ainsi que d'autres en deuxième couronne, :
- Bocage Citadin à Chantepie (sur la ligne T3) ;
- Cesson Rigourdière à Cesson-Sévigné (à un terminus de la ligne T2) ;
- Ker Lann à Bruz (sur la ligne T4) ;
- La Plesse à Saint-Grégoire (sur les lignes T1 et T3) ;
- Trois Marches à Vezin-le-Coquet (à un terminus de la ligne T2) ;
- Uttenreuth à Saint-Grégoire (sur la ligne T3).

Ces nouveaux parc relais auront des capacités relativement faibles, de 80 à 250 places.

### Matériel roulant

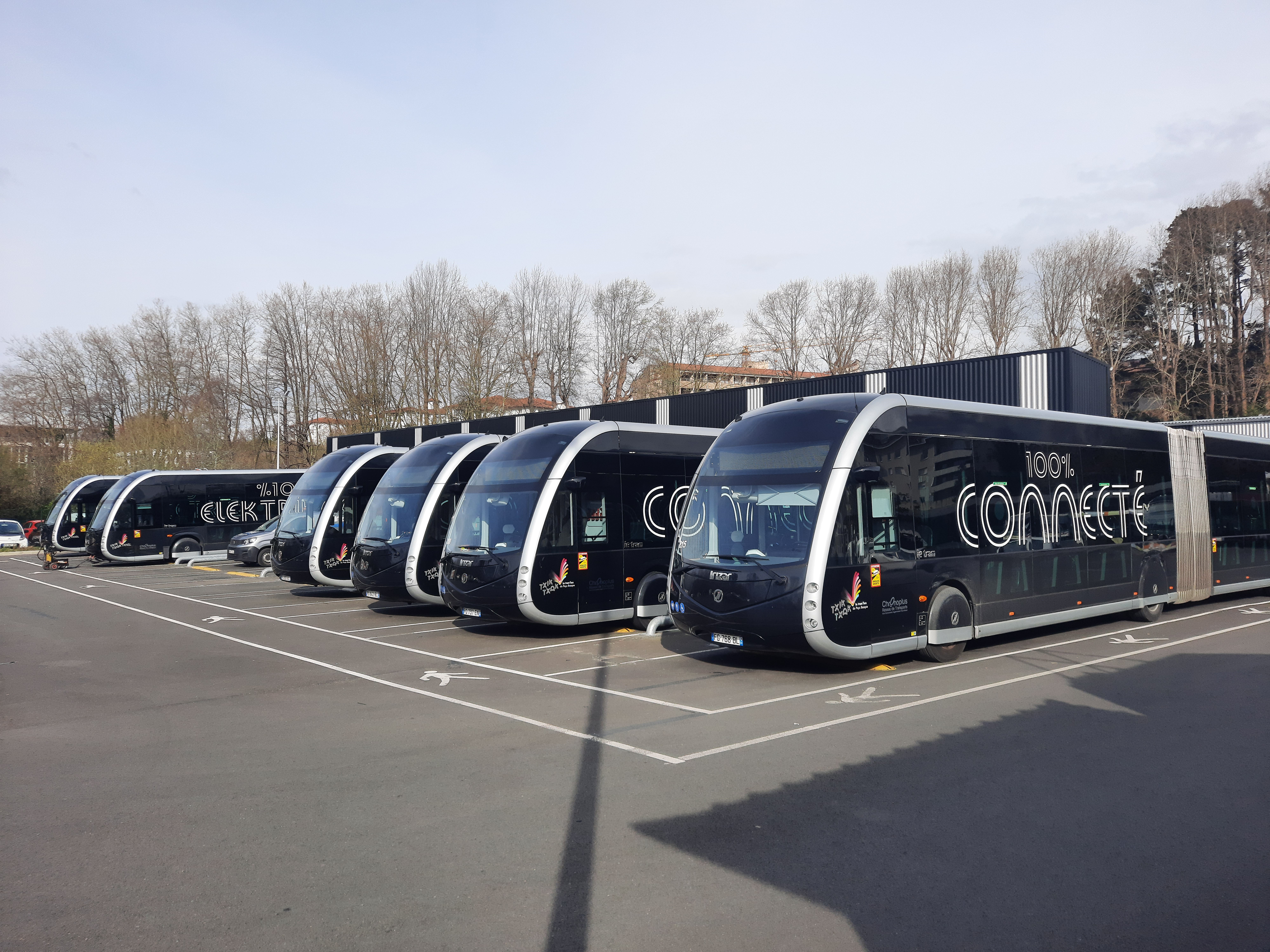
À Bayonne, le trambus est exploité à l'aide d'autobus articulés électriques possédant une esthétique rappelant celle d'un tramway.

Les quatre lignes seraient exploitées dans un premier temps avec des bus articulés électriques longs de 18 mètres puis à terme avec des bi-articulés de 24 mètres de long sur la ligne T1,. L'esthétique de ces bus est vouée à se rapprocher de celle d'un tramway : roues carénées, formes aérodynamiques et fonctionnement en self service (montée et descente par toutes les portes).
Les appels d'offres pour décider du modèle seront lancés au second semestre 2025.
Dans le détail, 27 bus seront nécessaires pour la ligne T1, 17 pour la ligne T2, 24 pour la ligne T3 et 16 pour la ligne T4, soit 84 véhicules.

## Projets ultérieurs
Étudiée en même temps que les quatre autres lignes, la ligne T5 entre Cesson - Viasilva et Thorigné-Fouillard est finalement reportée sine die en raison d'une fréquentation attendue de 1,1 million de voyages annuels en 2035, jugée trop faible au regard de l'investissement estimé à 36 millions d'euros et de désaccords sur le tracé,. Le projet sera remis sur la table quand le secteur sera plus urbanisé, mais le projet ViaSilva a été fortement réduit après les élections municipales de 2020 par la nouvelle municipalité de Cesson-Sévigné, passant de 650 à 210 ha et seulement 10 000 à 12 000 habitants au lieu des 40 000 habitants attendus initialement et l'urbanisation de Thorigné-Fouillard n'est pas aussi rapide qu'attendu,,.

## Impacts sociaux, économiques et culturels
La réalisation du trambus est l'occasion pour les communes traversées de réorganiser leur urbanisme autour des futur lignes, comme à Saint-Grégoire où le nouveau programme local de l'habitat (PLH) prévoit une forte densification le long de la future ligne, en particulier sur l'avenue du Général-de-Gaulle et dans le quartier du Champ Daguet. De même à Cesson-Sévigné, le trambus desservira le quartier Champelé et la rue de la Rigourdière, secteur en cours de développement.